# Gilles-Arnaud Bailly
Pour les articles homonymes, voir Bailly.
Gilles-Arnaud Bailly, né le 19 septembre 2005 à Hasselt, est un joueur de tennis belge, professionnel depuis 2022.

## Biographie
Il s'entraîne à Hasselt et est affilié au club de Visé. Il est également soutenu par l’Association Francophone de Tennis. 
Son entraîneur principal est Dries Beerden.

## Carrière

### Carrière junior
Gilles-Arnaud Bailly atteint la finale du tournoi junior de Roland-Garros 2022 où il perd face à Gabriel Debru en deux sets (7-65, 6-3). En juillet, il devient champion d'Europe des moins de 18 ans à Klosters. Il est aussi finaliste, la même année, de l'US Open où il se fait battre par Martín Landaluce (7-63, 5-7, 6-4). Il termine l'année en tant que numéro un mondial chez les juniors et remporte le titre de champion du monde ITF, une première pour un belge.

### 2022-2023: première participation à un tournoi ATP à Anvers et premiers titres ITF
En octobre 2022, il fait sa première apparition sur le circuit professionnel grâce à une wild card pour le tournoi d'Anvers. Il est battu au premier tour par son compatriote David Goffin, 58e mondial, après avoir remporté le second set (7-67, 5-7, 6-4). Il termine l'année à la 1018e place mondiale.
En 2023, il remporte son premier titre sur le circuit ITF en mars à Antalya, puis un second en septembre à Santa Margherita di Pula. Il termine l'année dans le top 500 du classement ATP.

### 2024-2025: séjour universitaire au Texas et chute au classement ATP
En 2024, Bailly passe les six premiers mois de l'année à l'Université du Texas à Austin où il dispute les compétitions universitaires. De retour en Europe, il ne parvient pas à passer les quarts de finale sur le circuit ITF et retombe au-delà de la 800e place au classement ATP.
En octobre, il reçoit une wild card pour les qualifications du tournoi d'Anvers, où il bat le 123e mondial Pierre-Hugues Herbert (7-67, 6-3) puis l'ancien 16e mondial Nikoloz Basilashvili (7-64, 6-1). Il se qualifie ainsi pour le tableau principal où il est éliminé dès le premier tour par l'Allemand Daniel Altmaier (6-4, 6-3). Il termine la saison à la 803e place du classement mondial.
En février 2025, il s'adjuge son troisième titre sur le circuit ITF à Monastir.

## Records et statistiques

### Ses trois meilleures victoires en simple par saison
| 2022 1. Joris De Loore - 353e - 7-65, 7-67 2. Luca Potenza - 457e - 6-3, 1-6, 7-65 3. Simon Beaupain - 504e - 6-2, 6-3 | 2023 1. Pablo Llamas Ruiz - 131e - 7-65, 5-7, 7-65 2. Dalibor Svrcina - 163e - 7-5, 6-2 3. Zdenek Kolar - 171e - 6-4, 6-3 | 2024 1. Pierre-Hugues Herbert - 123e - 7-67, 6-4 2. Nikoloz Basilashvili - 318e - 7-64, 6-1 3. Franco Agamenone - 333e - 4-6, 6-1, 6-3 |

## Classement en fin de saison
| Année          | 2022 | 2023 | 2024 |
| Rang en simple | 1018 | 486  | 803  |
| Rang en double | 1977 | 1820 | –    |

Source : (en) Classements de Gilles-Arnaud Bailly sur le site officiel de la Fédération internationale de tennis